# Gornji Lipovčani
Gornji Lipovčani est un village appartenant à la municipalité de Čazma et située dans le comitat de Bjelovar-Bilogora en Croatie. En 2021, le village compte 73 habitants.